# Xylocopa iris
Espèce
Synonymes
- Apis iris Christ, 1791[1]
- Xylocopa alicae Cockerell, 1931[1]
- Xylocopa canuta Rondani, 1874[1]
- Xylocopa cupripennis Smith, 1874[1]
- Xylocopa cyanescens Brullé, 1832[1]
- Xylocopa minuta Lepeletier, 1841[1]
- Xylocopa taurica Erichson, 1841[1]
- Xylocopa virescentis Strand, 1917[1]

Xylocopa iris, communément appelé Petit xylocope bleu ou Xylocope irisé, est une espèce d'abeilles charpentières qui ne dépasse pas les 20 mm. On la rencontre dans le Sud de la France ; depuis 2013 elle remonte jusqu'au Berry (centre géographique de la France).

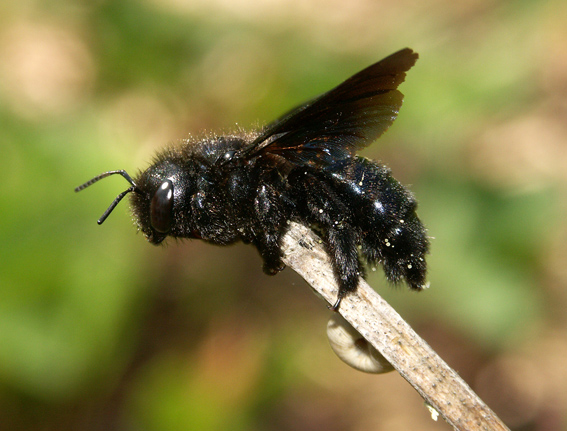
Xylocopa iris paré pour le décollage.